# Greg Theberge
Greg Ray Theberge (* 3. September 1959 in Peterborough, Ontario) ist ein ehemaliger kanadischer Eishockeyspieler, der im Verlauf seiner aktiven Karriere zwischen 1976 und 1987 unter anderem 157 Spiele für die Washington Capitals in der National Hockey League (NHL) auf der Position des Verteidigers bestritten hat. Seinen größten Karriereerfolg feierte Theberge, der unter anderem auch für den EV Zug und Augsburger EV spielte, jedoch in Diensten der Hershey Bears aus der American Hockey League (AHL) mit dem Gewinn des Calder Cups im Jahr 1980. Sein Großvater Dit Clapper war ebenfalls professioneller Eishockeyspieler in der NHL und ist Mitglied der Hockey Hall of Fame.

## Karriere
Theberge verbrachte seine Juniorenkarriere ab dem Sommer 1976 bei den Peterborough Petes in der Ontario Major Junior Hockey League (OMJHL), nachdem er im Vorjahr für die Wexford Raiders in der unterklassigen Ontario Provincial Junior A Hockey League (OPJHL) aufgelaufen war. Der Verteidiger bestritt zwischen 1976 und 1979 insgesamt drei Spielzeiten bei den Petes und gewann dabei in den Jahren 1978 und 1979 jeweils den J. Ross Robertson Cup mit der Mannschaft. Im Jahr 1979 sicherte sich Peterborough zudem den Memorial Cup und der Verteidiger selbst wurde als bester Abwehrspieler der OMJHL mit der Max Kaminsky Trophy ausgezeichnet sowie ins First All-Star Team der Liga berufen. In der Folge wurde Theberge im NHL Entry Draft 1979 in der sechsten Runde an 109. Stelle von den Washington Capitals aus der National Hockey League (NHL) ausgewählt.
Der Kanadier wechselte nach dem Draft umgehend in die Organisation der Washington Capitals, wurde in den ersten beiden Jahren seiner Zeit als Profi aber vornehmlich bei den Hershey Bears, dem Farmteam der Capitals aus der American Hockey League (AHL), eingesetzt. Mit den Bears gewann er in seiner Rookiesaison den Calder Cup. Nachdem Theberge das Spieljahr 1980/81 mit der Wahl ins AHL Second All-Star Team beendet hatte, erhielt er zur Saison 1981/82 schließlich einen festen Kaderplatz im Aufgebot der Washington Capitals. In der NHL stand der Defensivspieler schließlich zwei volle Spielzeiten für die Hauptstädter auf dem Eis. Die Saison 1983/84 wurde er jedoch dann wieder vermehrt in der AHL bei den Hershey Bears eingesetzt.
Daraufhin entschied sich Theberge seine Karriere in Europa fortzusetzen. Zum Spieljahr 1984/85 schloss er sich dem Schweizer Klub EHC Olten aus der zweiklassigen Nationalliga B (NLB) an, mit dem am Saisonende der Aufstieg in die Nationalliga A (NLA) gelang. Vor dem Jahreswechsel hatte er zusätzlich als Gastspieler mit dem HC Davos am Spengler Cup teilgenommen, bei dem er ins All-Star-Team gewählt wurde. Trotz des Aufstiegs mit dem EHC Olten verließ der Kanadier den Klub nach nur einem Jahr und wechselte zum EV Zug, der ebenfalls in der NLB beheimatet war. Auch dort stand er ein Jahr unter Vertrag, um anschließend zum Augsburger EV in die 2. Eishockey-Bundesliga zu wechseln. Nach einer Spielzeit bei den Augsburgern beendete der 27-Jährige bereits im Sommer 1987 seine aktive Karriere vorzeitig.

## Erfolge und Auszeichnungen
| - 1978 J.-Ross-Robertson-Cup-Gewinn mit den Peterborough Petes - 1979 J.-Ross-Robertson-Cup-Gewinn mit den Peterborough Petes - 1979 Max Kaminsky Trophy - 1979 OMJHL First All-Star Team - 1979 Memorial-Cup-Gewinn mit den Peterborough Petes | - 1980 Calder-Cup-Gewinn mit den Hershey Bears - 1981 AHL Second All-Star Team - 1984 Spengler Cup All-Star-Team - 1985 Aufstieg in die Nationalliga A mit dem EHC Olten |

## Karrierestatistik
(Legende zur Spielerstatistik: Sp oder GP = absolvierte Spiele; T oder G = erzielte Tore; V oder A = erzielte Assists; Pkt oder Pts = erzielte Scorerpunkte; SM oder PIM = erhaltene Strafminuten; +/− = Plus/Minus-Bilanz; PP = erzielte Überzahltore; SH = erzielte Unterzahltore; GW = erzielte Siegtore; 1 Play-downs/Relegation; Kursiv: Statistik nicht vollständig)